# Karpogory
Karpogory (in lingua russa Карпогоры) è una città situata in Russia, nell'Oblast' di Arcangelo.